# Bad Kreuznach
Bad Kreuznach è una città di 43 485 abitanti della Renania-Palatinato, in Germania.

## Status politico
È il capoluogo, e il centro maggiore, del circondario (Landkreis) omonimo (targa KH). Pur non appartenendo ad alcuna comunità amministrativa (Verbandsgemeinde), ospita la sede della comunità omonima. Bad Kreuznach si fregia del titolo di "Grande città di circondario" (Große kreisangehörige Stadt).

## Geografia fisica
Il territorio comunale è bagnato dalle acque del fiume Nahe, affluente diretto del Reno.

## Amministrazione

### Gemellaggi
Bad Kreuznach è gemellata con:
- Bourg-en-Bresse, dal 1963
- Neuruppin, dal 15 febbraio 1990[3]
- Kiryat Motzkin